# Walls of Jericho
Walls of Jericho debitantski je studijski album njemačkog speed/power metal sastava Helloween. Album u LP inačici objavljuje diskografska kuća Noise Records u listopadu 1985. Walls of Jericho smatran je jednim od najvažnijih albuma u razvoju glazbenog žanra power metala. 
Album je ponovno objavljen 1988. godine u CD inačici te su u tu verziju albuma pridružene i pjesme s EP-ova  Helloween te Judas; danas se ta verzija albuma prodaje kao kompilacija. Krajem osamdesetih godina 20. stoljeća, zbog tvorničke je greške nekoliko primjeraka albuma na prvoj strani kasetne verzije albuma sadržavalo pjesme s albuma To Mega Therion grupe Celtic Frost, što je zbunilo mnoge osobe koje su po prvi put slušale sastav. 

## Popis pjesama
| 1.    | »Walls of Jericho«         | Michael Weikath, Kai Hansen | 0:49 |
| 2.    | »Ride the Sky«             | Hansen                      | 5:57 |
| 3.    | »Reptile«                  | Weikath                     | 3:45 |
| 4.    | »Guardians«                | Weikath                     | 4:21 |
| 5.    | »Phantoms of Death«        | Hansen                      | 6:35 |
| 6.    | »Metal Invaders«           | Hansen                      | 4:12 |
| 7.    | »Gorgar«                   | Weikath, Hansen             | 3:57 |
| 8.    | »Heavy Metal (Is the Law)« | Weikath, Hansen             | 4:01 |
| 9.    | »How Many Tears«           | Weikath                     | 7:16 |
| 40:53 |                            |                             |      |

| CD inačica iz 1987. godine | CD inačica iz 1987. godine        | CD inačica iz 1987. godine | CD inačica iz 1987. godine | CD inačica iz 1987. godine | CD inačica iz 1987. godine | CD inačica iz 1987. godine | CD inačica iz 1987. godine | CD inačica iz 1987. godine | CD inačica iz 1987. godine |
| Br.                        | Skladba                           | Autor                      | Trajanje                   |                            |                            |                            |                            |                            |                            |
| -------------------------- | --------------------------------- | -------------------------- | -------------------------- | -------------------------- | -------------------------- | -------------------------- | -------------------------- | -------------------------- | -------------------------- |
| 1.                         | »Starlight«                       | Weikath, Hansen            | 5:18                       |                            |                            |                            |                            |                            |                            |
| 2.                         | »Murderer«                        | Hansen                     | 4:27                       |                            |                            |                            |                            |                            |                            |
| 3.                         | »Warrior«                         | Hansen                     | 4:01                       |                            |                            |                            |                            |                            |                            |
| 4.                         | »Victim of Fate«                  | Hansen                     | 6:39                       |                            |                            |                            |                            |                            |                            |
| 5.                         | »Cry for Freedom«                 | Weikath, Hansen            | 6:03                       |                            |                            |                            |                            |                            |                            |
| 6.                         | »Walls of Jericho / Ride the Sky« | Weikath, Hansen            | 6:45                       |                            |                            |                            |                            |                            |                            |
| 7.                         | »Reptile«                         | Weikath                    | 3:45                       |                            |                            |                            |                            |                            |                            |
| 8.                         | »Guardians«                       | Weikath                    | 4:21                       |                            |                            |                            |                            |                            |                            |
| 9.                         | »Phantoms of Death«               | Hansen                     | 6:35                       |                            |                            |                            |                            |                            |                            |
| 10.                        | »Metal Invaders«                  | Hansen                     | 4:12                       |                            |                            |                            |                            |                            |                            |
| 11.                        | »Gorgar«                          | Weikath, Hansen            | 3:57                       |                            |                            |                            |                            |                            |                            |
| 12.                        | »Heavy Metal (Is the Law)«        | Weikath/Hansen             | 4:01                       |                            |                            |                            |                            |                            |                            |
| 13.                        | »How Many Tears«                  | Weikath                    | 7:16                       |                            |                            |                            |                            |                            |                            |
| 14.                        | »Judas«                           | Hansen                     | 4:43                       |                            |                            |                            |                            |                            |                            |
| 72:03                      |                                   |                            |                            |                            |                            |                            |                            |                            |                            |

| 15. | »Don't Run for Cover« | Kiske | 4:47 |

## Osoblje
| Helloween - Kai Hansen - vokali, gitara - Michael Weikath - gitara - Markus Grosskopf - bas-gitara - Ingo Schwichtenberg - bubnjevi | Dodatni glazbenici - Chris Boltendahl - dodatni vokali (na pjesmi "Reptile") - James "Could Ya" Hardway - emulator II Ostalo osoblje - Harris Johns - produkcija, inženjer zvuka, miksanje - Uwe Karczewski - naslovnica - Edda Karczewski - naslovnica |

## Vanjske poveznice
- Službene stranice sastava